# Ahmad al-Mirghani
Ahmad Ali al-Mirghani (arabisch أحمد علي الميرغني, DMG Aḥmad ʿAlī al-Mīrġanī; * 16. August 1941 in al-Chartum Bahri; † 2. November 2008 in Alexandria, Ägypten) war vom 6. Mai 1986 bis 30. Juni 1989 sudanesischer Präsident und bis zu seinem Tod sudanesischer Politiker und Führer der Khatmiyya-Bruderschaft.

## Leben
Ahmad al-Mirghani wuchs als Sprössling der im Sudan prominenten Familie Mirghani auf, sein Ururgroßvater war Muhammad Uthman al-Mirghani, genannt Al-Khatim, der Gründer der Khatmiyya (auch: Mirghaniyya), eines Sufi-Ordens (Tariqa), der in Nordsudan über großen Einfluss verfügt.
Er absolvierte ein Studium an der Universität London. Nach der Übergangsregierung von Abdel Rahman Swar al-Dahab engagierte er sich zunehmend in der sudanesischen Politik. Er wurde bei der bislang letzten freien Wahl im Sudan 1986 zum Staatsoberhaupt der dritten freien Regierung in Sudan gewählt, Sadiq al-Mahdi wurde zu seinem Ministerpräsidenten berufen. 1989 wurde seine Regierung in einem unblutigen Staatsstreich durch Umar al-Baschir gestürzt.
Eine der wichtigsten Errungenschaften während seiner Präsidentschaft war der 1988 in der äthiopischen Hauptstadt Addis Abeba ausgehandelte Friedensvertrag zwischen seiner Partei, der Democratic Unionist Party (DUP), und  der südsudanesischen SPLM. Alle politischen Strömungen des Landes unterstützten den Friedenskurs, doch die regierende islamistische National Islamic Front (NIF) unter Hassan al-Turabi bekämpfte ihn. Sudan war unter al-Mirghani lediglich eine kurze Periode der Stabilisierung und Erholung nach 16 Jahren autoritärem Regime unter Präsident Numeiri vergönnt.
Nach dem Staatsstreich ging al-Mirghani ins Exil nach Alexandria in Ägypten. Kurz vor seinem Tod kehrte er in den Sudan zurück, um im Darfur-Konflikt zu vermitteln.
Al-Mirghani starb in seinem Wohnsitz in Alexandria im Alter von 67 Jahren, angeblich infolge einer Atemwegserkrankung.